# 微小近剑水蚤
微小近剑水蚤（学名：Tropocyclops parvus）为剑水蚤科近剑水蚤属的动物。分布于危地马拉以及中国大陆的湖北等地，常生活于小型水域内。
其种加词“Parvus”意为“小的”。